# Bataille de Coronée (447 av. J.-C.)
Pour les articles homonymes, voir Bataille de Coronée.
Sauf précision contraire, les dates de cet article sont sous-entendues « avant l'ère commune » (AEC), c'est-à-dire « avant Jésus-Christ ».
Première guerre du Péloponnèse
Batailles
- Tanagra
- Œnophyta
- Coronée

La première Bataille de Coronée opposa durant la première guerre du Péloponnèse la ligue de Délos menée par Athènes contre la ligue de Béotie en 447 av. J.-C. à Coronée (Koroneia), dans l'actuelle Grèce. Les cités béotiennes coalisées remportèrent la bataille et les Athéniens furent forcés de se retirer de la Béotie.
Les Athéniens avaient pris le contrôle de la Béotie en 457, lors de la bataille d'Œnophyta, et employé les dix années suivantes à consolider la puissance de la Ligue de Délos. En 454, Athènes perdit une flotte en tentant de venir en aide aux Égyptiens, alors en révolte contre la Perse. Par crainte de révoltes de ses alliés, les Athéniens transférèrent le trésor de la ligue vers leur propre cité, dans le Parthénon, et signèrent la paix de Callias avec les Perses vers 449.
Durant l'hiver 448-447, une partie des troupes exilées de Béotie par la victoire athénienne dix années auparavant étaient revenue et avait commencé à reprendre des cités. Les troupes athéniennes, conduites par Tolmides et composées de mille hoplites ainsi que d’alliés, marchèrent en Béotie au printemps 447, afin de reprendre les cités perdues. Ils parvinrent à reprendre Chéronée, mais furent attaqués et défaits par les Béotiens à Coronée. Les Athéniens furent forcés d’abandonner le contrôle de la Béotie, et cette défaite provoqua des révoltes en Eubée et à Mégare, engendrant des conflits avec Sparte et contribuant à la guerre du Péloponnèse.